# El Achir
El Achir ou El Yachir (arabe : اليشير, tamazight : ⵍⴰⵛⵉⵔ) est une commune de la wilaya de Bordj-Bou-Arreridj en Algérie.

## Géographie
La commune est située dans la plaine de la Medjana à 10 km du chef lieu de la wilaya de Bordj Bou Arreridj.

## Histoire
Durant l'Algérie française, El Achir (Kherbet-el-Achir) était un Centre de population créé en 1877, mais non peuplé immédiatement. Il est distrait de la commune mixte de Bordj Bou Arreridj par arrêté du 26 juillet 1886 pour être réuni à la commune mixte des Bibans. Il est intégré dans la commune de Medjana par arrêté du 14 janvier 1957.
1875 : La Commission des centres, recherche, afin de le livrer à la colonisation, un point situé sur la route d’Alger dans la partie Ouest du territoire. Son choix s’est arrêté sur Kerbet-el-Hachem situé à 14 kilomètres de Bordj Bou Arreridj en dessous de l’ancien poste télégraphique de Foum Douab où se trouve déjà établi un poste de cantonnier. La préoccupation était d’occuper la route déjà ouverte d’Alger à Constantine. Le territoire devait être acquis par voie d’échange avec la tribu des Hachem. Ce territoire mamelonné par les derniers contreforts des montagnes du M’Zita, d’une altitude moyenne de 760 mètres, est aéré et sain. Les terres sont fertiles, propres à la culture des céréales, l’eau abondante permettra l’irrigation des jardins à créer. Dans le ravin d’El Achir, plusieurs sources sont captées, l’une d’elles donnant une eau très pure et fraîche servira à l’alimentation du Centre en formation, ce dernier essentiellement agricole, pourra toutefois concourir à
l’exploitation des forêts du M’Zita situées à quelques kilomètres, sa défense sera assurée comme d’autres centres par la construction d’un bâtiment communal assez vaste et très solide.
1876 : Lors de la présentation des programmes de colonisation de l’année, le futur Centre fut désigné sous le nom de Kerbet-el-Hachem tandis que la Commission des Centres le dénomma El-Achir, ce dernier nom plus facile à écrire et à prononcer fut retenu. C’est ainsi que naquit El Achir.
Le Centre de population El Achir, créé en 1877, mais non peuplé immédiatement est distrait de la commune mixte de Bordj Bou Arreridj par arrêté du 26 juillet 1886 pour être réuni à la commune mixte des BibansS.
1881 : La conduite d’eau détériorée par un très violent orage a été réparée grâce à l’intervention de M. Jullian. À quelques kilomètres du village d’El-Achir, d’importants travaux de percement, sous le Teniet el Merdj, d’un long tunnel de 2 250 mètres afin de permettre le passage de la voie ferrée, sont entrepris. La population s’établit à 72 personnes.
1882 : Le tronçon de voie ferrée Sétif à El Achir (82 km) est achevé.
1886 : M. Jullian, Adjoint spécial d’El-Achir, siège à la Commission municipale de la Commune Mixte des Bibans dont le siège est à La Medjana. Les sources de la commune débitent 40 L/min ce qui est jugé insuffisant.
1889 : Le 25 janvier, l’Administrateur des Bibans propose un agrandissement de la commune au moyen de la création de nouvelles concessions dont les terrains seraient prélevés sur les terres domaniales du territoire des Hachem. Sur 14 propriétaires installés, 10 sont dans une situation acceptable, 4 sont dans la gêne la plus complète, à la suite de mauvaises récoltes, l’Administrateur des Bibans demande que des parcelles leur soient concédées gratuitement. Mais, le Préfet, dans une réunion à huis clos, n’accepte pas cette proposition et décide que des parcelles seraient vendues de gré à gré à prix réduits. Des lots urbains et des jardins destinés à la cure et à l’instituteur, retirés à la commune qui en tirait profit en les louant, furent mis en vente.
1957 : El Achir est intégré dans la commune de Medjana par arrêté du 14 janvier et les communes mixtes sont supprimées.

## Démographie
Selon le recensement général de la population et de l'habitat de 2008, la population de la commune d'El Achir est évaluée à 23 101 habitants contre 3 476 en 1977 :
| 1977  | 1987   | 1998   | 2008   |
| ----- | ------ | ------ | ------ |
| 3 476 | 11 461 | 18 046 | 23 101 |

## Personnalités
- Fernand Leca, 1er PDG de la REPAL (1re Société Algérienne Pétrolière).
- Ahmed Ben Amar Belgaid Benoudah fondateur du cirque AMMAR.
- M'hamed Benguetaf homme de théâtre, son frère chanteur chaâbi.
- Dr. Aamer Sekhri ancien ministre de l'éducation nationale algérienne, président du haut conseil de l’éducation, ministre de l'enseignement supérieur et de la recherche scientifique algérien.
- Ali Mimouni, ancien député, combattant et porte parole du FLN

## Sport
L'équipe locale du Nedjm Riadhi Baladiat El Achir qui évolue en Inter-régions (D4 algérienne) pour la saison 2014-2015, est parvenue à une qualification historique aux quart de finale de la Coupe d'Algérie 2014-2015.